# O. T. Fagbenle
Olatunde Olateju Olaolorun "O. T." Fagbenle (hay O-T) là nam diễn viên, đạo diễn, biên kịch người Anh Quốc.

## Thời thơ ấu
Olatunde sinh ra ở thành phố London. Cha anh là ông Tunde Fagbenle, một nhà báo người Nigeria gốc Yoruba, còn mẹ anh là bà Ally Bedford, người Anh. Olatunde sống với mẹ, từ nhỏ anh đã chuyển tới Tây Ban Nha sống, cũng ở đây, anh học chơi kèn saxophone.

## Sự nghiệp

### Âm nhạc
Bên cạnh hoạt động diễn xuất, Fagbenle cũng là một nhạc sĩ, anh từng sáng tác và soạn nhạc cho phim Quarterlife (đài NBC).
Năm 2011, Fagbenle đồng sáng tác ca khúc "Storm" của nam ca sĩ Tyga (album mixtape Black Thoughts Vol. 2).

## Danh sách phim

### Điện ảnh
| Năm  | Tên                         | Vai                        | Ghi chú             |
| ---- | --------------------------- | -------------------------- | ------------------- |
| 2002 | 420 Seconds of Love         | Ben                        | Phim ngắn           |
| 2006 | Breaking and Entering       | Joe                        |                     |
| 2006 | Poppies                     | Michael                    |                     |
| 2006 | Killing Me Softly           | Jez O'Connell              | Phim ngắn           |
| 2007 | Weekends in Brooklyn        | Philip                     | Phim ngắn           |
| 2007 | I Could Never Be Your Woman | Sean                       |                     |
| 2008 | Radio Cape Cod              | Sunday Umankwe             |                     |
| 2009 | All My Dreams on VHS        | James                      | Phim ngắn           |
| 2010 | The Reeds                   | Nick                       |                     |
| 2012 | Omar                        | Omar                       | Phim ngắn           |
| 2014 | Non-Stop                    | Jack Rabbitte (lồng tiếng) | Không được ghi danh |
| 2020 | Black Widow                 | Rick Mason                 | Hậu kỳ              |